# کامیشین
شهر کامیشین (به روسی: Камышин) در کشور روسیه و در اوبلاست ولگوگراد واقع شده‌است.